# أنطور أحمر
أنطور أحمر (الاسم العلمي: Anthurium andraeanum) نوع من النباتات المزهرة المُعمرة يتبع جنس الأنطور من الفصيلة اللوفية. وهو أصلي الاستيطان في كولومبيا والإكوادور، يُفضل النبات بيئات ذات مناخ دافئ مُظلل ورطب، كالغابات الاستوائية. تتزين النبتة بورقة إغريضية ذات لون زاهي، وهي أكثر ما يُميز النبتة.
نالت النبتة على جائزة الجدارة البستانية من قبل الجمعية الملكية البستانية، وهي كذلك مُصنفة ضمن قائمة ناسا لأفضل النباتات المنزلية لتنقية الهواء، حيث أثبتت دراسات ناسا عن فعاليتها في تنقية الهواء من بعض الملوثات البيئية مثل الفورمالديهايد والزيلين، والتولوين، والأمونيا.